# Lepanthes inaequalis
Lepanthes inaequalis är en orkidéart som beskrevs av Rudolf Schlechter. Lepanthes inaequalis ingår i släktet Lepanthes och familjen orkidéer.
Artens utbredningsområde är Guatemala. Inga underarter finns listade i Catalogue of Life.